# Campion australasiae
Campion australasiae är en insektsart som först beskrevs av Guérin-Méneville 1844.  Campion australasiae ingår i släktet Campion och familjen fångsländor. Inga underarter finns listade i Catalogue of Life.